# Gabry Ponte Selection
Gabry Ponte Selection è un album di Gabry Ponte, pubblicato il 7 maggio 2013.
L'album è costituito da un doppio disco: il primo comprende un DJ set di Gabry Ponte con le hit del momento e l'unico inedito, il singolo Sexy Swag con il featuring di Shaggy e Kenny Ray, mentre il secondo disco è una raccolta dei successi della carriera di Gabry Ponte, fin dai tempi degli Eiffel 65.
Dopo pochi giorni dalla sua pubblicazione, Gabry Ponte Selection ha ottenuto grande successo raggiungendo il terzo posto della classifica degli album di iTunes Italia e il primo posto della classifica dance.

## Tracce
CD 1: The Selection
1. Gabry Ponte – Sexy Swag (feat. Shaggy & Kenny Ray) – 4:01
2. Pitbull – Feel This Moment (feat. Christina Aguilera) – 3:49
3. Global Deejays – Party 2 Daylight (feat. Chris Willis) (Radio Edit) – 3:09
4. Vato Gonzalez – Not a Saint (feat. Lethal Bizzle) (Radio Edit) – 2:30
5. Ola – I'm in Love – 3:19
6. Infernal – Can't Go Back – 3:14
7. Elen Levon – Dancing To The Same Song (Radio Edit) – 3:52
8. TJR – Ode To Oi – 4:31
9. Vincenzo Callea vs. William Naraine – Turn Off the Lights (Ivan Gough Remix MYNC Radio Edit) – 3:05
10. Tacabro – Tic Tic Tac (Radio Mix) – 2:55
11. Clea & Kim – Balkan Bachata (Radio Edit) – 3:15
12. Lykke Li – I Follow Rivers (The Magician Remix) – 4:40
13. Jutty Ranx – I See You (Radio Edit) – 3:39
14. Calvin Harris – Drinking from the Bottle (feat. Tinie Tempah) – 4:00
15. Avicii vs. Nicky Romero – I Could Be the One (Nicktim Radio Edit) – 3:28
16. Zedd – Clarity (feat. Foxes) – 4:31
17. DJs from Mars – Phat Ass Drop (How to Produce a Club Track Today) – 3:35
18. Neely Foxx – Feel Love Down (feat. Inbal Bakeman & Roby Fayer) – 3:38
19. DJ Ross & Marvin – Baker Street (Radio Edit) – 4:09

Durata totale: 69:20
CD 2: The History
1. Eiffel 65 – Blue (Da Ba Dee) (DJ Gabry Ponte Radio Edit) – 4:43
2. Gabry Ponte – Geordie – 3:35
3. Eiffel 65 – Cosa resterà (In a Song) – 3:46
4. Gabry Ponte – Time to Rock – 3:34
5. Gabry Ponte – Figli di Pitagora (feat. Little Tony) (Radio Edit) – 3:42
6. Eiffel 65 – Quelli che non hanno età (Gabry Ponte Power Cut Remix) – 3:59
7. Gabry Ponte – La danza delle streghe – 4:30
8. Gabry Ponte – The Man in the Moon (Roberto Molinaro RMX FM Cut) – 4:20
9. DJ Lhasa vs. Gabry Ponte – Giulia (Gabry Ponte Remix) – 4:15
10. Haiducii vs. Gabry Ponte – Dragostea din tei (Radio Version) – 3:42
11. Gabry Ponte – Vivi nell'aria (feat. Miani) (Manian Video Mix) – 3:35
12. Dorotea Mele vs. Gabry Ponte – Lovely on My Hand – 3:16
13. Gabry Ponte – Beat on My Drum (feat. Pitbull & Sophia Del Carmen) (Club Mix Edit) – 3:02
14. Matteo Maddé – Fire (feat. Jean Diarra vs. Gabry Ponte) (Gabry Ponte Remix Radio Edit) – 3:35
15. Gabry Ponte – Don't Let Me Be Misunderstood (Vintage Radio Mix) – 3:03
16. Gabry Ponte – Sexy DJ (In Da Club) (feat. Maya Days) (Radio Edit) – 3:44
17. Gabry Ponte – Skyride (feat. Zhana) (Cahill Radio Edit) – 3:31
18. Gabry Ponte vs. Spoonface – Love 2 Party – 3:06

Durata totale: 66:58